# 荒井尚光
荒井 尚光（あらい なおみつ、1982年5月10日 - ）は、栃木県小山市出身の元プロバスケットボール選手、BREXバスケットボールスクールディレクター、宇都宮ブレックスU18ヘッドコーチ
。

## 人物・来歴
宇都宮学園高校でウィンターカップに出場。1年後輩には現宮崎シャイニングサンズの小島佑太がいる。また、プロ野球・読売ジャイアンツコーチの片岡易之は同級生である。
その後白鷗大学に進み、3年では関東リーグ2部昇格に貢献。4年次にはアシスト王に輝く。
卒業後、大塚商会アルファーズに入団。
2007年、大塚商会の後継チームとして地元に誕生したリンク栃木ブレックスに移籍。
2009年、リンク栃木ブレックスのD-TEAM・ブレックスバスケットボールクラブに移籍。
2011年、現役引退。

## 経歴
- 宇都宮学園高 - 白鷗大学 - 大塚商会(2005年〜2007年) - リンク栃木ブレックス(2007年〜2008年) - ブレックス・バスケットボールクラブ(2009年) - TGI D-RISE（2010年～2011年）